# Garrett A. Morgan
Garrett Augustus Morgan, Sr. (4. března 1877 Claysville, Kentucky – 27. července 1963 Cleveland, Ohio) byl afroamerickým vynálezcem a podnikatelem. Stal se známým na základě novinovému článku v Clevelandu v Ohiu, když v roce 1916 hrdinsky zachránil dělníky, kteří byli uvězněni v tunelu 15 metrů pod jezerem Erie. Záchranu provedl s použitím kukly, která chránila jeho oči před kouřem a zahrnovala řadu vzduchových trubek, které visely podél těla poblíž země, aby nasávaly čistý vzduch pod stoupajícím kouřem. To umožnilo Morganovi, aby mohl pracovat při záchraně v nehostinných podmínkách, které byly v místnosti s kouřem. Mezi jiné vynálezy Morganovy společnosti patří také vývoj chemikálie pro narovnávání vlasů. Morgan byl také první Afroameričan v Clevelandu, který vlastnil automobil.

## Signální totem
Morganovo signalizační zařízení pro řízení silniční dopravy mělo podobu pohyblivého totemu ve tvaru písmene T. Oproti ostatním řešením mělo navíc ještě jednu další polohu, jíž se zastavovala doprava ve všech směrech, čímž znamenalo převrat v dopravě. Nová poloha plnila funkci později na moderních světelných semaforech zavedené oranžové barvy. Poskytovala řidičům při změně signalizace více času na přípravu. Měla spolehlivě bránit současnému vjezdu aut do křižovatky z více směrů. Morganův vynález byl prvním signalizačním systém, jenž se rozšířil po celých USA a brzy stál na všech větších křižovatkách.

## Osobní život
V roce 1896 se oženil s Madge Nelsonovou, ale v roce 1898 se rozvedli. V roce 1908 se oženil s českou emigrantkou Marií Haškovou (Mary Hasek). Spolu měli tři děti: Johna Pierponta, Garretta Augusta Jr. a Cosmu Hamlina Morgana. Garrett zemřel v Clevelandu v roce 1963. Pohřben byl na hřbitově Lake View Cemetery.